# Auby
Auby – miejscowość i gmina we Francji, w regionie Hauts-de-France, w departamencie Nord.
Według danych na rok 1990 gminę zamieszkiwały 8442 osoby, a gęstość zaludnienia wynosiła 1186 osób/km² (wśród 1549 gmin regionu Nord-Pas-de-Calais Auby plasuje się na 100. miejscu pod względem liczby ludności, natomiast pod względem powierzchni na miejscu 510.).
13 lipca 2018 jednej z nowych ulic w Auby nadano imię Edwarda Gierka (franc. Rue Edward Gierek). Decyzja rady miasta zapadła jednogłośnie; uzasadniano ją m.in. działaniami rządu polskiego, w ramach których zmieniono nazwy ulic w toku dekomunizacji. Auby sąsiaduje z miastem Leforest, gdzie Edward Gierek mieszkał jako górnik na emigracji zarobkowej. W uroczystości uczestniczyły m.in. władze miast Auby, Leforest, Czeladzi (miasta partnerskiego Auby), Sosnowca oraz Adam Gierek i przedstawiciele Komunistycznej Partii Polski.

## Miasto partnerskie
- Czeladź (Polska).